# 타요의 붕붕 어드벤처
타요의 붕붕 어드벤처는 2015년 개봉한 대한민국의 4D 영화이다. 꼬마버스 타요 시리즈에 기반하고 있다. 작품은 꼬마버스 타요의 주인공인 '타요'의 1인칭 시점으로 진행하며, 꼬마버스들을 돌봐주는 인물인 '하나'를 '클로바 공주'로 오인한 우주 악당 '불리'가 하나를 납치하고 이를 구하기 위해 우주로 떠나는 내용을 담고 있다.

## 개봉
2015년, 서울어린이대공원에서 더 이상 사용하기 어려운 오래된 버스를 애니메이션 주인공인 '타요'와 친구들의 모습으로 개조하여 운영하고, 그 안에서 상영하게 되었다.
2017년 6월 29일, 전체 영상이 꼬마버스 타요의 유튜브 공식 채널에 공개되었다.

## 줄거리
주인공 '타요'는 아침에 일어나서 차고 바깥으로 나가 친구들을 만난다. 타요의 친구들은 정비사 '하나'에게 정비를 받으러 가기 위해 정비소로 향하지만, 하나가 없는 것을 확인한다. 하지만 왼쪽을 바라보니 외계에서 온 나쁜 우주선 '불리'가 하나를 납치한 것을 깨닫게 된다. 타요와 친구들은 하나를 구하기 위해 불리를 추적하지만, 거대로봇이 자신들을 가로막아 그를 따라가지 못한다. 결국 불리는 우주로 떠나가 버리고, 우주로켓을 장착해 쫓아간다. 우주선으로 향한 타요와 친구들은 하나를 찾아내고, 우주선을 폭발시켜 하나를 구해내는데 성공한다. 폭발 과정에서 타요는 기절하지만 눈을 떠 보니 지구로 돌아와 있었고 하나에게 감사인사를 받게 된다.

## 등장인물
- 타요
  - 이 작품의 주인공이며 서울시에서 운행하고 있는 120번 파란색 버스이다. 친구들과 함께 '하나'를 구하기 위해 우주로 향한다. 타요의 붕붕 어드벤처는 타요의 1인칭 시선에서 진행된다.
- 로기
- 라니
- 가니
- 하나
  - 꼬마버스들을 정비해주는 최고의 정비사이다. 정비 실력이 뛰어나 '불리'에게 납치당한다.
- 불리
  - '하나'를 납치하는 역할로서, 이 작품의 반동인물이다. 하나를 납치해 우주로 데려가버리지만 타요와 친구들이 우주선을 폭파시킬 때 함께 부서진다.